# Marcin Szczurkiewicz

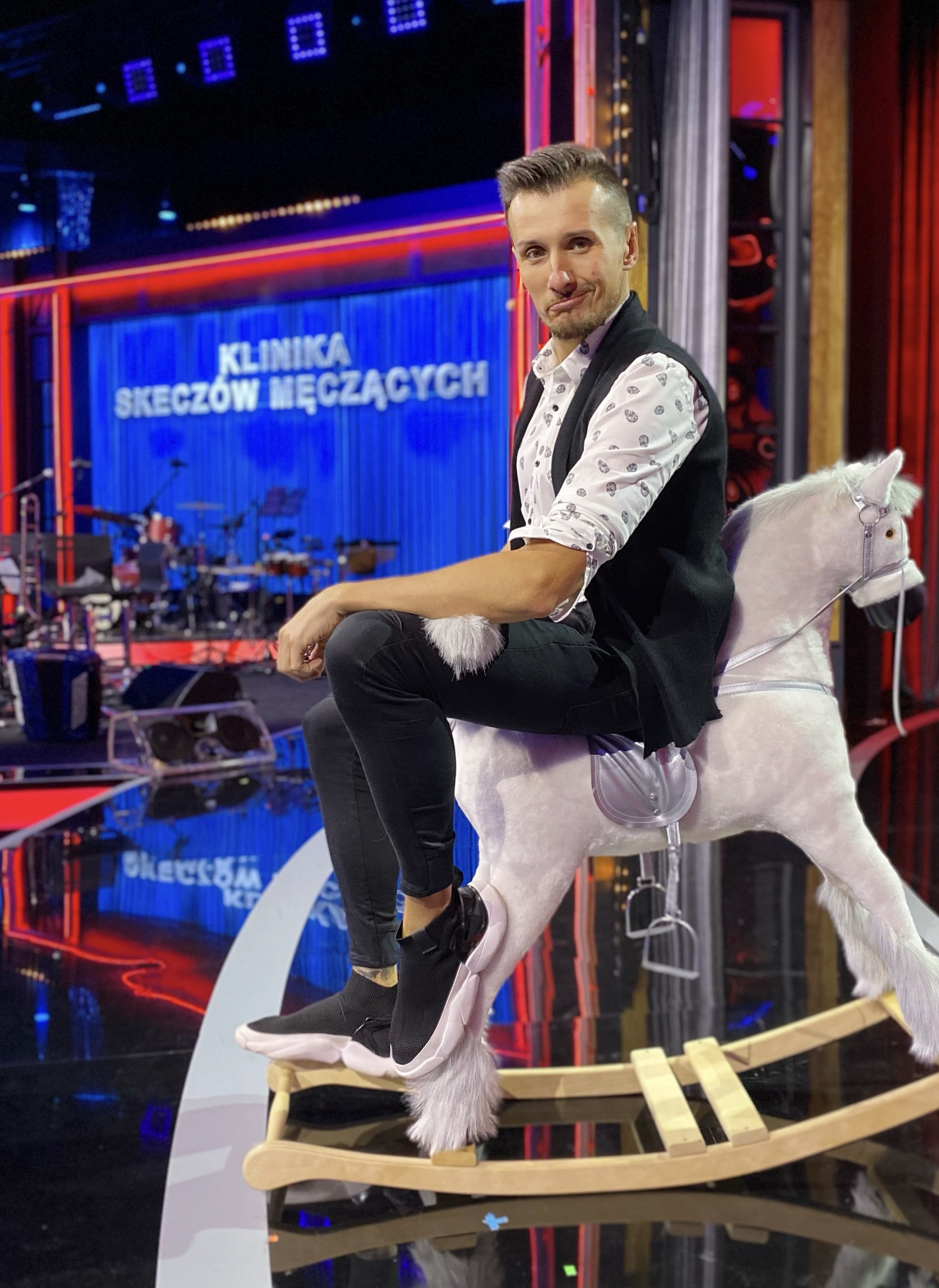
Marcin Szczurkiewicz (2020) na planie Kliniki Skeczów Męczących

Marcin Szczurkiewicz (ur. 28 lipca 1981 w Kielcach) – polski artysta kabaretowy.

## Życiorys
Jest absolwentem V Liceum Ogólnokształcącego im. ks. Piotra Ściegiennego w Kielcach. Ukończył studia w Akademii Świętokrzyskiej w Kielcach oraz na Uniwersytecie Śląskim na wydziale zamiejscowym w Sosnowcu. Magister filologii angielskiej. 
Współzałożyciel Kabaretu Skeczów Męczących, który obecnie współtworzy razem z Karolem Golonką, Jarosławem Sadzą i Michałem Terczem. Od roku 2006 scenarzysta telewizyjnych programów rozrywkowych, reżyser felietonów telewizyjnych (Duże dzieci, Podróże z żartem, Mój pierwszy raz). Jesienią 2010 roku, wspólnie z Karolem Golonką, prowadził na antenie TVP2 teleturniej Kabaretożercy.
Od 2015 roku współprowadzący Świętokrzyską Galę Kabaretową (m.in. z Barbarą Kurdej-Szatan i Pauliną Sykut-Jeżyną), której gospodarzem jest Kabaret Skeczów Męczących. Od września 2020 roku, wraz z Karolem Golonką, gospodarz programu Klinika Skeczów Męczących na antenie Polsatu. Od 2018 roku twórca humorystycznego instagramowego bloga o tematyce około-sportowej o nazwie Biegam i pije.

## Rodzina
Żonaty, ma dwóch synów - Stanisława i Franciszka.

## Filmografia
- 2019: Jak poślubić milionera  – licytator[5]